# Stanislav Chábera
Stanislav Chábera (7. října 1920 Tři Dvory – 12. října 2002 České Budějovice) byl český vysokoškolský pedagog, geomorfolog a geolog.

## Životopis
Stanislav Chábera se narodil 7. října 1920 v obci Tři Dvory u Kolína. V roce 1948 úspěšně absolvoval přírodovědeckou fakultu Univerzity Karlovy v Praze, kde získal středoškolskou aprobaci pro přírodopis a zeměpis.Následně začal vyučovat na gymnáziu v Českých Budějovicích.
Od roku 1951 přednášel geologii a geomorfologii na Pedagogické fakultě a Vysoké škole zemědělské v Českých Budějovicích. Na škole se habilitoval a v červnu roku 1990 získal profesorský titul.
Zkoumal převážně geomorfologické jevy jižních Čech. Psal studentské skripta a zpracoval bibliografie geologických věd.
Stanislav Chábera zemřel 12. října 2002 v Českých Budějovicích, krátce po svých 82. narozeninách.

## Dílo (výběr)
- Fysický zeměpis (1958)
- Čertova stěna (1962)
- Bibliografie jihočeských přírodovědců (1972)
- Geologické zajímavosti jižních Čech (1982)
- Příroda na Šumavě (1984)
- Geologie pro SOU hornická (1990)
- Základy fyzické geografie (přehled hydrogeografie) (1999)
- Atlas vybraných forem reliéfu zemského povrchu (2001)